# Пегов, Николай Михайлович
Никола́й Миха́йлович Пе́гов (3 (16) апреля 1905, Москва — 19 апреля 1991, Москва) — советский дипломат, государственный и партийный деятель. Делегат XVIII—XXVI съездов КПСС. Секретарь Президиума Верховного Совета СССР (1953—1956). Чрезвычайный и полномочный посол СССР в ряде иностранных государств.

## Биография
Родился в Москве в 1905 году в семье служащего-продавца.
В 1916 году окончил городское училище. С февраля 1919 года — крестьянин в своем хозяйстве в д. Клемячево Александровского уезда Владимирской губернии. С июля 1923 года — рабочий при складе военно-технического имущества Московского военного округа. С сентября 1924 года — безработный. В 1924 году вступил в комсомол. С января 1925 года — пионервожатый Московского городского банка. С июня 1927 года — навивальщик и начальник спецсектора шелкоткацкой фабрики «Красная Роза». С января 1930 года — кандидат в члены ВКП(б), а с июля 1930 года — член партии. С августа 1931 года — слушатель курсов красных директоров, после окончания которых в апреле 1932 году назначен заместителем директора шелкокрутильной фабрики им. Горького. С апреля 1933 года — директор шелкомотальной фабрики им. Куйбышева в г. Маргелан Узбекской ССР. С сентября 1935 года — слушатель Промышленной академии легкой промышленности им. Молотова и секретарь партийной организации академии.
С июня 1938 года — ответственный организатор Отдела руководящих партийных органов ЦК ВКП(б). С сентября 1938 года — 3-й секретарь Дальневосточного крайкома ВКП(б). Почти сразу же, ещё без семьи, Николай Михайлович выехал в Хабаровск, куда поезд пришёл на десятые сутки. Но уже в сентябре Пегову сообщили, что в связи с территориальной разбросанностью ЦК партии принял решение «разукрупнить» Дальневосточный край, действительно большой по площади и потому слабоуправляемый. В своих воспоминаниях, изданных в 1987 году, Николай Михайлович писал: «Привлекли к этой работе старожилов, военных и, выработав, как теперь говорят, оптимальный вариант, доложили наши предложения в ЦК». Через несколько дней его вызвали на телеграф (телефонной связи с Москвой тогда тоже ещё не было), где он прочитал на ленте: «Ваши предложения по разделению ДВК приняты. В соответствии с указом Президиума Верховного Совета СССР от 20 октября с. г. о разделении ДВК… образованы два края — Хабаровский с центром в г. Хабаровске и Приморский с центром в г. Владивостоке». С 20 октября 1938 года — 1-й секретарь Организационного бюро ЦК ВКП(б) по Приморскому краю, и ему было предложено, не задерживаясь, выехать к месту новой работы. Прибыв во Владивосток, он тут же присмотрел под крайисполком Дворец профсоюзов (здание на углу 1-й Морской и Алеутской). С 16 февраля 1939 года — 1-й секретарь Приморского краевого комитета ВКП(б), одновременно с 1940 года — Владивостокского городского комитета ВКП(б). Имел непосредственное отношение Николай Михайлович и к возникновению порта Находка. В то время ни одного оборудованного порта, кроме до предела загруженного Владивостока, в Приморье не было. В краевом центре располагались торговый и рыбный порты, судостроительные и судоремонтные заводы, базировался и Тихоокеанский флот. Большой потенциальной опасностью для Владивостока была перегрузка здесь на суда огромного количества взрывчатки для Дальстроя — её доставляли по железной дороге. Поэтому весьма важной была задача строительства нового порта — например, в бухте Находка. Для решения этого вопроса во Владивосток в апреле 1939 года прибыл член Политбюро ЦК ВКП(б) А. А. Жданов. Он посетил Дальзавод, побывал на кораблях КТОФ, на границе. В Находку Пегов, командующий флотом Н. Г. Кузнецов и А. А. Жданов пошли на эсминце «Войков». Бухта произвела на московского гостя хорошее впечатление, и вскоре там началось сооружение порта. 30 марта 1941 года доизбран депутатом Верховного Совета СССР от Ворошиловского избирательного округа № 66 (на место репрессированного в 1938 году В. К. Блюхера).
После начала Великой Отечественной войны Приморье не только работало на фронт всеми своими трудовыми резервами, но и готовилось к вполне возможной войне с Японией. В связи с этим Пегов вспоминал, как в октябре 1941 года его, командующего Тихоокеанского флота адмирала И. С. Юмашева и командующего Дальневосточного фронта генерала армии И. Р. Апанасенко вызвали в Москву. Там они встретились со Сталиным, который поинтересовался у Юмашева, что тот собирается делать, если японцы вступят в войну. Адмирал ответил: «Будем драться до конца». Реакция Сталина была неожиданной: «Ну и глупо. С сильным японским флотом вам ввязываться в драку не следует. Вам надо уходить на север, спасать флот, а японцев громить на подступах береговой крепостной артиллерией. И к партизанской войне, товарищ Пегов, надо быть готовым». К тому времени при участии Пегова были утверждены составы подпольных райкомов Приморья, заканчивалось оборудование партизанских баз в тайге. Кроме производства боеприпасов и вооружения, помимо взносов в фонд обороны за время войны были построены бронепоезд «Приморский комсомолец» и танковая колонна под таким же названием, эскадрилья бомбардировщиков «Советское Приморье», танковые колонны «Рыбник Приморья» и «Юный пионер». Во время Великой Отечественной войны и советско-японской войны Пегов назначен членом Военного совета Дальневосточного фронта, который с 5 августа 1945 года становится 1-м Дальневосточным фронтом и членом Военного совета Тихоокеанского флота.
С марта 1947 года — заместитель начальника Управления по проверке партийных органов ЦК ВКП(б). С 10 июля 1948 года — заведующий отделом лёгкой промышленности ЦК ВКП(б). С 16 февраля 1952 года — заведующий Отделом партийных, профсоюзных и комсомольских органов ЦК ВКП(б), заведующий Отделом по подбору и распределению кадров. С 16 октября 1952 г. секретарь ЦК КПСС и кандидат в члены Президиума ЦК КПСС. Постановлением Бюро Президиума ЦК КПСС о работе Секретариата ЦК КПСС от 17 ноября 1952 года на Г. М. Маленкова, Н. М. Пегова и М. А. Суслова возлагалось поочерёдное председательствование на заседаниях Секретариата ЦК КПСС в случае отсутствия И. В. Сталина.
С 15 марта 1953 года был секретарём Президиума ВС СССР. Несмотря на заслуги, после хрущевской оттепели Пегов был «сослан» в Иран с 19 августа 1956 года — чрезвычайным и полномочным посолом СССР за несогласие с группой Н. С. Хрущёва, осудившего культ личности Сталина. На новом месте Пегов прилагал усилия для улучшения советско-иранских отношений. При нём шах Ирана Мухаммед-Реза Пехлеви впервые официально посетил СССР, и между двумя странами было подписано соглашение по пограничным вопросам. С июня 1963 года — в резерве МИД СССР. С февраля 1964 года — чрезвычайный и полномочный посол СССР в Алжирской Народной Демократической Республике. В сентябре 1967 года назначен чрезвычайным и полномочным посолом СССР в Республике Индия. 9 августа 1971 года при участии Пегова был подписан советско-индийский договор о мире, дружбе и сотрудничестве, в котором было зафиксировано, что партнёры не будут участвовать в каких-либо военных союзах, направленных против другой стороны. В случае, если одна из стран станет объектом нападения или угрозы, СССР и Индия должны приступить к взаимным консультациям для устранения таковой. Так получилось, что началась война Индии с Пакистаном, и встала потребность реализовывать договоренности. В конце ноября 1971 года на боевую службу в Индийский океан вышел отряд кораблей Тихоокеанского флота под командованием контр-адмирала Владимира Сергеевича Кругликова. «Когда наш отряд приближался к Индийскому океану, меня вызвал на прямую связь адмирал П. Н. Навойцев, бывший тогда первым заместителем начальника Главного штаба ВМФ, и сказал: „Немедленно вступай в командование всеми силами в Индийском океане и докладывай Главнокомандующему ВМФ“, — вспоминал Кругликов. — Я отвечаю ему: „Петр Николаевич, я не могу взять на себя такую ответственность, да и штаб у меня небольшой. Нужно время, чтобы сориентироваться“. Он отвечает: „Не вздумай этого докладывать Главнокомандующему. Вступай в командование немедленно. Потом все поймешь“. Я за день все сделал и доложил о вступлении в командование. Корабли только что вошли в Сингапурский пролив, тут и поступило сообщение о начале индо-пакистанской войны». 7 декабря 1971 года, когда отряд советских кораблей уже находился приблизительно в 500 милях к востоку от острова Цейлон (Шри-Ланка), в Индийский океан из Владивостока по тревоге вышла новая группа поддержки во главе с ракетным крейсером «Варяг». А 13 декабря туда же вышла вторая группа кораблей, состоявшая из четырех судов, включая ракетный крейсер «Владивосток», ракетный эсминец, 4-х дизельных и 2-х атомных подводных лодки. Американцы в свою очередь послали для поддержки Пакистана корабли 7-го флота во главе с авианосцем «Энтерпрайз». Тогда 13 декабря посол СССР в Индии Пегов появился в индийском МИДе и заявил, что переброска в район ударного соединения 7-го флота — это попытка США надавить на Индию, препятствовать возможному наступлению в Западном Пакистане, и в то же время попытаться поднять боевой дух пакистанских войск. И успокоил индийцев, что советский флот уже находится в Индийском океане, и что СССР не позволит 7-му флоту вмешиваться. Как вспоминали впоследствии военные, после выступления Пегова «наш авторитет в Индии очень вырос».

С апреле 1973 года был заместителем министра иностранных дел СССР по кадрам. С октября 1975 года был заведующим Отделом ЦК КПСС по работе с заграничными кадрами и выездам за границу.

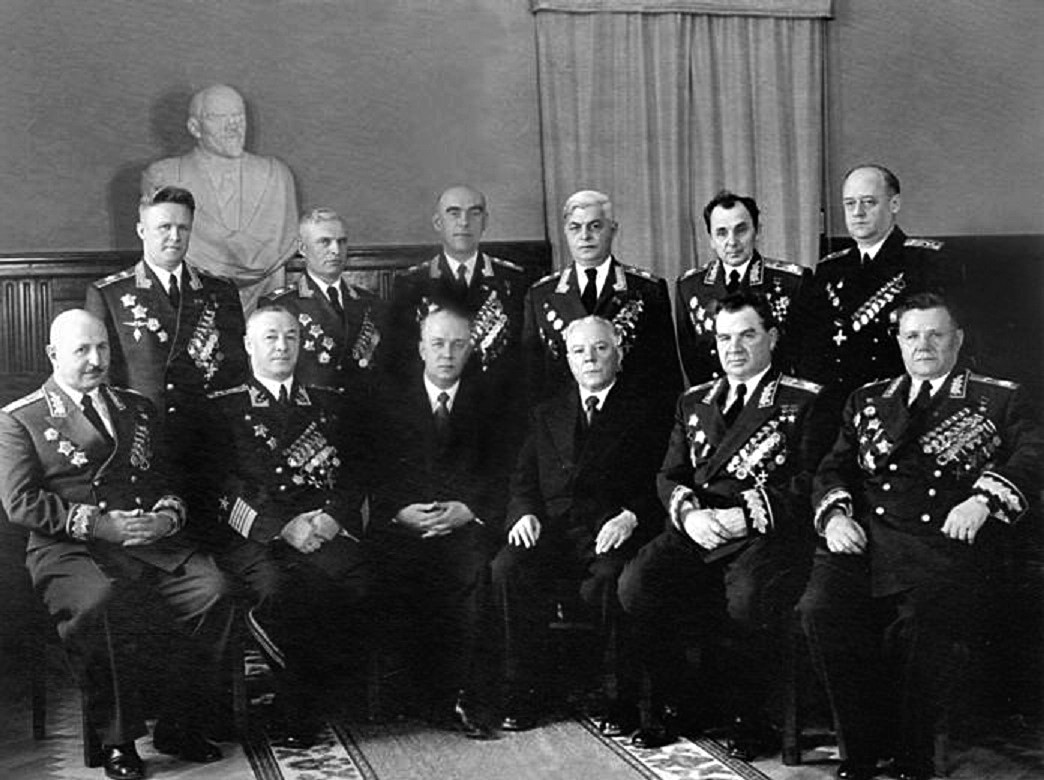
Секретарь Президиума Верховного Совета СССР Н. М. Пегов (третий слева в пером ряду) на церемонии вручения маршальских звёзд в Кремле. 1955

Член ЦК ВКП(б) — КПСС (1939—1986). Депутат Верховного Совета СССР 1 (1938—1946), 2 (1946—1950), 3 (1950—1954), 4 (1954—1958), 9 (1978—1979) и 10 (1979—1984) созывов.

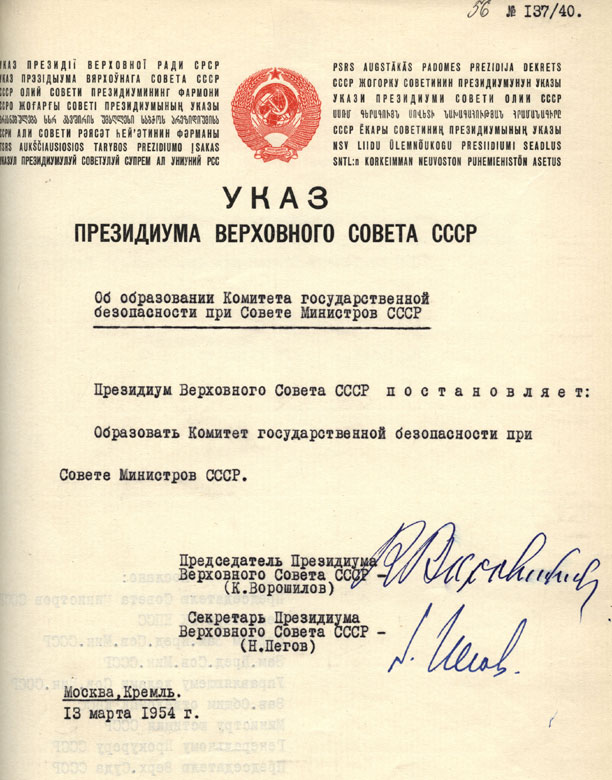
Указ ПВС СССР о создании КГБ, подписанный Н. М. Пеговым, 13.03.1954 г.

С декабря 1982 года — на пенсии. Умер 19 апреля 1991 года.
Похоронен на Новодевичьем кладбище.

## Семья
Жена Пегова (Гольцева) Ольга Яковлевна (1910—1995) педагог, учительница иностранного языка.
Сын Игорь (1937—1978) юрист.
Братья Анатолий (1910—1995) — первый секретарь Московского городского комитета ВЛКСМ, секретарь исполкома Моссовета, заместитель начальника Главного архивного управления при Совете Министров СССР, и Владимир (1907—1992) — секретарь Хабаровского крайкома КПСС, заведующий сектором ЦК КПСС, ответственный работник Госплана, кандидат исторических наук.
Сёстры Мария (1897—1986) и Александра (1902—1988).

## Награды
- Четыре ордена Ленина (4 июня 1942 за образцовое выполнение заданий Правительства и военного командование и проявленное при этом мужество[9]; 15 апреля 1955 в связи с пятидесятилетием со дня рождения и отмечая его заслуги перед партией и Советским государством[3]; 15 апреля 1965; 15 апреля 1975);
- орден Октябрьской Революции (22 октября 1971);
- орден Отечественной войны I степени (1 февраля 1945);
- орден Отечественной войны II степени (6 апреля 1985)[10];
- Три ордена Трудового Красного Знамени (3 мая 1940, «за выдающиеся заслуги в деле освоения Северного Морского Пути и районов Крайнего Севера, а также за образцовую и самоотверженную работу в период арктических навигаций 1938 и 1939 годов»; 31 декабря 1966; 16 апреля 1985);
- орден Дружбы народов (13 апреля 1981);
- медаль «За победу над Германией в Великой Отечественной войне 1941—1945 гг.» (10 января 1946)[11].

## Память
В 2008 году, когда праздновалось 70-летие Приморского края, на здании музея Тихоокеанского флота, где жил Николай Пегов, была открыта мемориальная доска в честь человека, так много сделавшего для края.